# Келінешть-Оаш (комуна)
Келінешть-Оаш, Келінешті-Оаш (рум. Călinești-Oaș) — комуна у повіті Сату-Маре в Румунії. До складу комуни входять такі села (дані про населення за 2002 рік):
- Келінешть-Оаш (2578 осіб) — адміністративний центр комуни
- Кока (965 осіб)
- Лекінца (848 осіб)
- Пешуня-Маре (310 осіб)

Комуна розташована на відстані 442 км на північний захід від Бухареста, 33 км на північний схід від Сату-Маре, 127 км на північ від Клуж-Напоки.

## Населення
За даними перепису населення 2002 року у комуні проживала 4701 особа.
Національний склад населення комуни:
| Національність | Кількість осіб | Відсоток |
| -------------- | -------------- | -------- |
| румуни         | 4640           | 98,7%    |
| цигани         | 53             | 1,1%     |
| угорці         | 5              | 0,1%     |
| словаки        | 2              | < 0,1%   |
| німці          | 1              | < 0,1%   |

Рідною мовою назвали:
| Мова      | Кількість осіб | Відсоток |
| --------- | -------------- | -------- |
| румунська | 4695           | 99,9%    |
| угорська  | 3              | 0,1%     |
| словацька | 2              | < 0,1%   |
| німецька  | 1              | < 0,1%   |

Склад населення комуни за віросповіданням:
| Релігія        | Кількість осіб | Відсоток |
| -------------- | -------------- | -------- |
| православні    | 4067           | 86,5%    |
| греко-католики | 361            | 7,7%     |
| п'ятдесятники  | 221            | 4,7%     |
| римо-католики  | 11             | 0,2%     |
| реформати      | 4              | 0,1%     |
| бретрени       | 2              | < 0,1%   |
| атеїсти        | 1              | < 0,1%   |